# Andrée Lehmann
Pour les articles homonymes, voir Lehmann.
Andrée Lehmann, née à Paris 9e le 29 décembre 1893 et morte à Paris 13e le 23 janvier 1971, est une avocate et une militante  féministe française.

## Biographie

### Origines, études, mariage et carrière professionnelle.
Andrée Lehmann est née dans une famille juive d'origine alsacienne. Son père, Victor Lehmann, est représentant de commerce, et sa mère, Delphine Weill, est sans profession. Elle est titulaire d'un baccalauréat scientifique et d'une licence en droit qui lui permet de s'inscrire au barreau de Paris en 1921, soit la même année que Marcelle Kraemer-Bach et Yvonne Netter. En 1923, elle soutient une thèse sur le travail féminin et collabore au cabinet d'avocats de Maria Vérone, présidente de la Ligue française pour le droit des femmes (LFDF). En 1924, à Paris, Andrée Lehmann épouse le docteur en médecine, Jean Jules Édouard Séjourné, de trois ans son cadet ; Maria Vérone est un de leurs témoins  .

### Militantisme
En 1924, Andrée Lehmann commence à militer très activement à la LFDF et devient, la même année, sa secrétaire générale. Elle collabore régulièrement à sa revue Le Droit des femmes. Elle y traite des problèmes juridiques liés au divorce, aux régimes successoraux ou à la réglementation du travail féminin. Dans ce dernier domaine, elle condamne notamment l'interdiction du travail de nuit pour les femmes alors que la loi les autorise à commencer une journée de travail à 5 heures du matin. Pour Andrée Lehmann les seules réglementations applicables au travail féminin doivent être fondées sur le principe "à travail égal, salaire égal" et sur les droits aux congés de maternité. Sur son initiative, la LFDF propose aux femmes des cours d'initiation au droit constitutionnel français.
Andrée Lehmann lutte aussi pour la suppression de l'incapacité juridique subie par les femmes mariées et participe à la modification du Code civil en ce sens. Elle se joint aux suffragettes qui harcèlent les sénateurs pour obtenir le droit de vote pour les femmes. Durant toute l'année 1928 les suffragettes mènent des actions d'éclat aux abords du Sénat. Elles arborent des banderoles et des chapeaux portant le leitmotiv « La femme veut voter ». Le 13 novembre 1928, Andrée Lehmann est arrêtée avec une autre avocate manifestant, Simone Weiler, pour délit de stationnement sur le trottoir du Luxembourg situé face au Sénat. Pour la journée internationale des femmes, le 8 mars 1928, Andrée Lehmann fait partie des militantes de la LFDF qui déposent devant la statue de Jeanne d'Arc une couronne portant l'inscription « A Jeanne qui sauva la France, mais qui serait jugée indigne d'élire un conseiller municipal. ». Une autre de ses actions spectaculaires est de survoler le jardin du Luxembourg en avion le 7 juillet 1932 et d'envoyer sur le Sénat une pluie de tracts réclamant le droit de vote pour les femmes.

### Seconde Guerre mondiale
Dans les années qui précèdent la Seconde Guerre mondiale, Andrée Lehmann comme l'ensemble des militantes de la LFDF adopte des positions très pacifistes. Elles les expriment jusqu'à la veille de la guerre par des articles dans le journal de la LFDF et en se joignant aux 150 000 signataires de la pétition de soutien au Centre d'action contre la guerre.
Les lois raciales de Vichy la contraignent à suspendre l'exercice de sa profession d'avocate et à fuir Paris. « Elle qui aimait tant défier l'adversaire et combattre au premier rang à visage découvert, dut se cacher en zone libre et n'échappa aux camps de la mort qu'au fait qu'elle avait épousé un catholique, le docteur Séjourné. » indique Madame Morey dans La vie et l’œuvre féministe d'Andrée Lehmann (Le droit des femmes, 6 juillet 1971).

### Après la guerre
De retour à Paris, bien que le droit de vote soit acquis en France pour les femmes (21 avril 1944), et contrairement à la plupart des organisations suffragistes, Andrée Lehmann reconstitue et continue de présider la LFDF. Le journal Le droit des femmes réapparaît en 1946 et elle en assure la direction. Après la mort de Maria Vérone le 23 mai 1938, elle poursuit son travail : elle élargit l'action de la LFDF en l'associant aux travaux de l'UNESCO. Elle assure également la vice présidence de deux associations qui défendent le travail féminin : l'Alliance internationale des femmes et l'Open Door International. Elle reste membre du Comité directeur de l'Association française des femmes diplômées des universités (AFFDU) jusqu'en 1968.
Parallèlement elle poursuit la publication de plusieurs ouvrages. Le rôle de la femme dans l'histoire de la Gaule est une recherche historique qui parait dès 1944. Dans son introduction, elle développe une approche féministe de l'histoire devenue aujourd'hui courante alors qu'elle est  novatrice à l'époque de la parution, parution qui a lieu cinq ans avant celle du Deuxième sexe de Simone de Beauvoir. Elle écrit notamment que « l'histoire est restée jusqu'ici l’œuvre des hommes. A peu près seuls, ils l'ont écrite. Il est conforme à la nature humaine qu'ils aient cru que seuls, ils l'avaient faite. [...] C'est ainsi sans doute, que le rôle joué par la femme dans l'histoire est, à presque toutes les époques, mal connu et souvent méconnu. » Des volumes consacrés au rôle de la femme française au Moyen Âge et au milieu du 20e siècle lui font suite. Ce dernier est réédité par la LFDF.
Affaiblie par une maladie de cœur, elle meurt à l'âge de 77 ans à l'hôpital de la Pitié-Salpêtrière, à Paris.

## Publications
- Andrée Lehmann, De la réglementation légale du travail féminin. Étude de législation comparée, thèse de doctorat, Paris, H. d'Arthez, 1924.
- Andrée Lehmann, Le rôle de la femme dans l'histoire de la Gaule, Paris, PUF, 1944.
- Andrée Lehmann, Le rôle de la femme française au milieu du 20e siècle, Paris, Berger-Levrault, 1950 ; rééd. Ligue française pour le droit des femmes, 1960 et 1965.
- Andrée Lehmann, Le rôle de la femme dans l'histoire de France au Moyen Âge, Paris, Berger-Levrault, 1952.